# 서포모제주

서포모제주의 위치

서포모제주(폴란드어: Województwo zachodniopomorskie)는 폴란드 북서부에 위치한 주로, 주도는 슈체친이며 면적은 22,896km2, 인구는 1,693,533명(2006년 기준, 도시 지역 인구: 1,170,105명, 농촌 지역 인구: 523,428명), 인구 밀도는 74명/km2이다. 1999년 1월 1일에 실시된 행정 구역 개편에 따라 기존의 슈체친주, 코샬린주 등이 합쳐져 신설되었다.
3개 도시군과 18개 농촌군, 114개 그미나(지방 자치체)를 관할한다. 동쪽으로는 포모제주, 남동쪽으로는 비엘코폴스카주, 남쪽으로는 루부시주와 접하며 서쪽으로는 독일, 북쪽으로는 발트해와 접한다. 수많은 관광지로 유명하다.

주기
주 문장
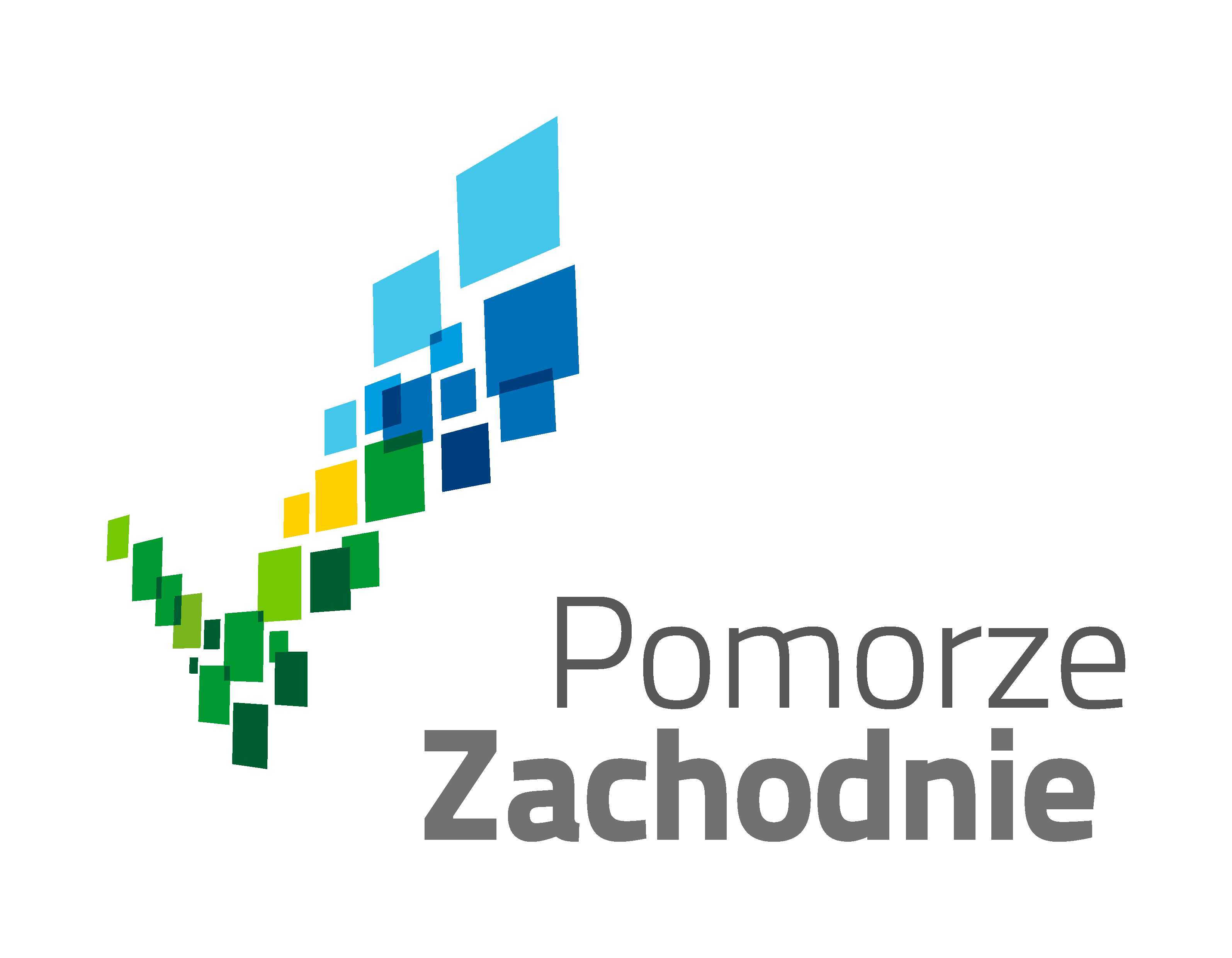
주 로고

## 행정 구역

서포모제주의 행정 구역

### 도시군
- 슈체친 (주도)
- 코샬린
- 시비노우이시치에

### 농촌군
- 비아워가르트군
- 호슈치노군
- 드라프스코군
- 골레니우프군
- 그리피체군
- 그리피노군
- 카미엔군
- 코워브제크군
- 코샬린군
- 워베스군
- 미실리부시군
- 폴리체군
- 피지체군
- 스와브노군
- 스타르가르트군
- 시비드빈군
- 슈체치네크군
- 바우치군

## 같이 보기
- 프로이센 왕국